# Краковский грош

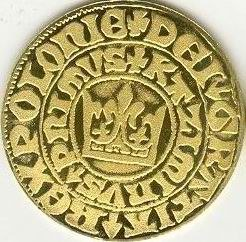
Аверс краковского гроша (современная копия из латуни)

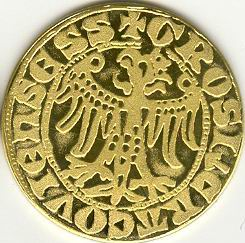
Реверс краковского гроша (современная копия из латуни)

Краковский грош (пол. Grosz krakowski) — польская серебряная монета, чеканенная в Кракове во времена правления Казимира III примерно в 1360—1370-х годах.
Монета чеканилась по образцу пражского гроша, имевшего широкое обращение на территории Чехии и сопредельных государств.
На аверсе монет помещалась польская корона в окружении двойной легенды на латыни KAZIMIRVS PRIMVS DEI GRATIA REX POLONIE (Казимир Первый Божьей милостью король Польши), на реверсе — польский орёл и надпись GROSSI CRACOVIENSESS (Краковский грош).
Введение новой монеты было обусловлено проведением монетной реформы с целью привести денежное обращение на территории Польши к единой монетной стопе. Казимиру III было понятно, что новая польская монета вряд ли сможет конкурировать с пражским грошем, имевшим широкое хождение на территории Польши, к тому же у Польши не было серебряных рудников, как, например, у Чехии в Кутна-Горе. Чеканка краковского гроша была невыгодной для казны, поскольку металл брался из лома, однако выпуск монет всё же состоялся небольшим тиражом из соображений престижа.
Вес краковского гроша был в среднем 3,1 грамма, то есть меньшим, чем у пражского (3,4 грамма). Проба обеих монет была примерна равна 0,775.
В настоящее время краковские гроши являются ценным нумизматическим материалом, известно не более 50 экземпляров.